# Knin
Knin (latinul Tininum) város Horvátországban Šibenik-Knin megyében. Stratégiai helyzeténél fogva a középkori Horvát Királyság egyik legfontosabb erőssége volt, a horvát királyok fővárosaként a horvátok akkori igazgatási, kulturális és egyházi központja.

## Fekvése
Šibeniktől 55 km-re északkeletre a Spas-hegy délkeleti lejtőin fekszik azon fontos út mellett, ami Dalmáciát a hátországgal köti össze. A jugoszláv időkben fontos vasúti csomópont volt a Bihács, Split, Zára és Zágráb felé menő vonalak találkozásánál. Ma a Zágráb-Split vasúti fővonal mentén Lika- és a Dalmáciai vasútvonal metszéspontja.

## Knin község települései
Közigazgatásilag Golubić, Kninsko Polje, Kovačić, Ljubač, Oćestovo, Plavno, Polača, Potkonje, Radljevac, Strmica, Vrpolje és Žagrović települések tartoznak hozzá.

## Története
A Spas-hegyen végzett újabb régészeti feltárások a város történetének újabb távlatokat adtak. Az itt levő szakrális és világi épületek feltárása során ugyanis bizonyossá vált, hogy itt már az újkőkorban és a vaskorban is erődített település volt. A hegyen talált nagyméretű ókori település maradványait a szakemberek a római Tiniával (másképpen Tininum, Tinien) azonosították. A horvátok a 6. század végén telepedtek itt meg és a tizenkét horvát nemzetség egyikének központjává tették. Első írásos említése a 10. században „Tnen” zsupánság központjaként Bíborbanszületett Konstantin bizánci császárnak a „A birodalom kormányzásáról„ írt művében található. 1040-ben nyugati szertartású egyházmegyei központ lett, melynek fennhatósága egészen a Dráváig terjedt. Püspöke nem csak egyházi méltóságot viselt, de fontos állami tisztségeket is betöltött. Ezért 1330-ig horvát püspökségnek, majd ezután megszűnéséig 1493-ig knini püspökségnek nevezték. Ezt követően a török előrenyomulás következtében megszűnt és címzetes püspökség maradt, mely címet 1945-ig többnyire a kalocsai nagyprépostok kaptak mint a kalocsai érsek segédpüspökei. A vár stratégiai helyzeténél fogva az ország egyik legfontosabb erőssége volt, a horvát királyok fővárosaként a horvátok igazgatási, kulturális és egyházi központja, mely fénypontját 1074 és 1088 között Dmitar Zvonimir horvát király uralkodása alatt érte el. A 12. századtól a Magyar Királyság részeként a horvát bánok székhelye lett. Vára 1345-től királyi vár, a horvát bánok igazgatása alatt. 1394-ben Garai Miklós nádor a vár alatt győzte le Hrvatinić Vuk bánt. 1401-ben várnagya megvédte a lázadóktól, 1403-ban Nápolyi László híveié lett. 1405-ben Zsigmond visszafoglalta. Miután 1463-ban Bosznia török uralom alá került falai alatt egyre gyakrabban jelent meg a török sereg bizonytalanná téve a környékbeli falvak életét. Az itteni lakosság a szigetekre, a jól védett dalmát városokba, valamint az ország északi részeire menekült. A legnagyobb méretű menekültáradat 1493-ban indult el Knin vidékéről. A gyakori támadások következtében a vár és a város védelme a 16. század elején tovább gyengült, végül 1522-ben elfoglalta a Gázi Huszrev bég vezette török sereg. A Velencei Köztársaság Knin birtoklását a Dalmácia feletti uralom biztosítékának tartotta, ezért kétszer is sikertelenül próbálta visszafoglalni 1648-ban és 1653-ban. Végül a török sereg 1683-as Bécs alatti veresége adott alkalmat arra, hogy Velence a horvát erők segítségével 1688-ban felszabadítsa a várat és a várost. Az 1797-es Campo Formió-i béke értelmében Dalmácia és vele Knin a Habsburg Birodalom része lett. Az 1805-ös pozsonyi béke Dalmáciával együtt a Francia Császársághoz csatolta, 1809-től az Illír tartományokba tagolták be. Napóleon lipcsei veresége után 1813-ban visszakerült osztrák uralom alá, mely 1918-ig a Dalmát Királyság részeként Zárából igazgatta. Az osztrák uralom első évtizedeiben a gazdasági élet, a közélet és a kultúra nem sokat fejlődött, bár a horvát nemzeti ébredés eszméi itt is visszhangra találtak. Kninnnek ebben az időszakban főként védelmi jelentősége volt köszönhetően az osztrák-török határhoz közeli fekvésének.

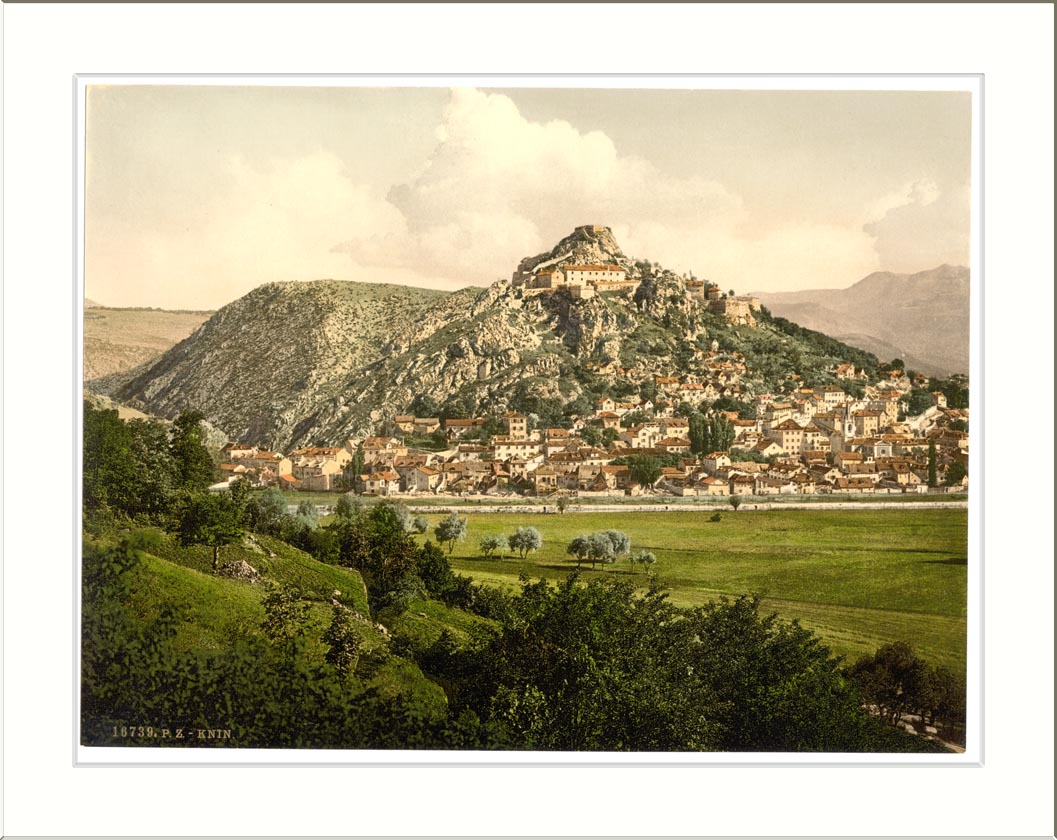
Knin látképe az Osztrák–Magyar Monarchia idejében.

A város a háborús idők elmúltával katonai központból a 19. században fokozatosan gazdasági központtá vált. A horvát nemzeti törekvések ekkor a horvát nyelv hivatalos használatának elfogadtatására és Dalmáciának a Habsburg Birodalmon belüli autonómiájára irányultak. A nemzeti oldal nagy győzelme volt 1865-ben Lovro Monti Knin község elöljárójává választása. A horvátok még a 20. század elején is a város lakosságának majdnem kilencven százalékát tették ki. A szerbek tervszerű betelepítése a városba a Jugoszláv Királyság megalakulása után kezdődött. Ennek ellenére a horvátok még a második világháborút követő népszámláláskor is (mintegy 52 százalékkal) a lakosság csekély többségét alkották. Ezután indult meg a szerbek második nagy betelepítése hulláma, ahol a biztos munkahelyek és a lakáskérdés megoldása játszotta a fő szerepet. Az akkori jugoszláv kormányhatalom a horvátokat alapvető jogaiktól is megfosztotta, ezzel elérte a knini horvát lakosság nagy arányú kivándorlását. A délszláv háború előtti utolsó népszámlálás már csak mintegy tíz százaléknyi horvát lakosságot talált a városban. 1991-ben megkezdődött a knini szerbek felkelése, a helyi horvátok bántalmazása és kiűzése házaikból. 1991. december 19-én itt kiáltották ki a Krajinai Szerb Köztársaságot, melynek fővárosa Knin lett. A várost 1995. augusztus 5-én a Vihar hadművelet során foglalta vissza a horvát hadsereg. Szerb lakosságának legnagyobb része elmenekült. Knin 1997 óta Šibenik-Knin megye része, addig Zára-Knin megyéhez tartozott. A háború után Bosznia, Hercegovina és Horvátország más területeiről jelentős számú horvát lakosság települt a városba. A 2001-es népszámlálás alapján lakosságának 76,45 százaléka horvát, 20,8 százaléka szerb nemzetiségű volt. A lakosság összetétele alapján Knin Horvátország legfiatalabb városa, legnagyobb része fiatal házaspár, fiatal felnőtt és gyermek.

## Lakosság
| Lakosság változása | Lakosság változása | Lakosság változása | Lakosság változása | Lakosság változása | Lakosság változása | Lakosság változása | Lakosság változása | Lakosság változása | Lakosság változása | Lakosság változása | Lakosság változása | Lakosság változása | Lakosság változása | Lakosság változása | Lakosság változása |
| ------------------ | ------------------ | ------------------ | ------------------ | ------------------ | ------------------ | ------------------ | ------------------ | ------------------ | ------------------ | ------------------ | ------------------ | ------------------ | ------------------ | ------------------ | ------------------ |
| 1857               | 1869               | 1880               | 1890               | 1900               | 1910               | 1921               | 1931               | 1948               | 1953               | 1961               | 1971               | 1981               | 1991               | 2001               | 2011               |
| 1.039              | 1.018              | 1.271              | 1.270              | 1.302              | 1.270              | 1.600              | 1.614              | 2.763              | 3.543              | 5.116              | 7.300              | 10.933             | 12.331             | 11.128             | 10.633             |

## Nevezetességei
- Knin várának[5] maradványa a várostól nyugatra fekvő 345 méteres magaslaton a Spas-hegy[6] északkeleti platóján áll, mintegy száz méterre emelkedik a település fölé. Dalmácia egyik legnagyobb méretű vára. A romterület hosszúsága 470 méter, szélessége 110 méter. Építése a 9. században a középkori horvát állam születése idején kezdődött. Knin vára több horvát király időleges székhelye volt, állandó székhellyé Zvonimir király idején vált. A vár öt részre osztható, ezek az Alsóvár (Donji grad), a Középső vár (Srednji grad), a Felsővár (Gornji grad) vagy Kastély (Kaštel), Lábvár (Kaštel Lab) vagy Bandijera és a Déli vár (Južni grad) vagy Belveder.[7] A vár alsó, felső és középső részét felvonóhidak kötik össze. A legrégibb rész az északi részen levő felsővár, míg az alsó és a középső vár később, a középkor folyamán épült. A vármúzeum a spliti régészeti múzeumhoz tartozik, 1893-ban alapították. A Spas-hegy másik magaslatán Knin várától délre egy másik kisebb erődítmény áll Lábvár, melyet 1386-tól említenek királyi várként a horvát bán igazgatása alatt. 1423-tól a század végéig a vicebán gyakori székhelye volt. A 15. században a török veszély közeledtére megerősítették, ekkor épült a mai főkapu is. 1522-ben a várat elfoglalta a török és csak 1688-ban szabadult fel. Egyideig még fontos határvár volt, később jelentőségét veszítve elhagyták, anyagát részben a város házainak építéséhez használták fel.
- Podgrađe középkori lakónegyede közvetlenül a vár alatt fekszik amellett az út mellett, amely az óvárost a várral köti össze. Feltárása néhány éve kezdődött.[7]
- A Kapitul[8] egy hegyecske, melyre a 10. században bencés kolostort és egy Szent Bertalan apostol tiszteletére szentelt templomot építettek, mely a 13. századtól Knin székesegyháza lett.[7] Itt volt egykor a knin káptalan székhelye, melyről ez a magaslat a nevét kapta. A török uralom alóli felszabadulás után 1688-ban az itteni dzsámit Calligari Šibeniki püspök Szent Jeromos tiszteletére szentelte fel.[9] 1695-ben a püspök a templomot a ferences rendnek adta át és ez lett Knin katolikus plébániatemploma. 1783-ban az épület rossz állaga miatt a plébániát a ferencesek akkori kolostorába költöztették át. Közben az épület állaga tovább romlott, a szertartásokat 1828-tól a Szent József templomban kellett megtartani.[9] Végül a plébánia székhelye az 1860-as években épített új Szent Antal templomba került. A Kapitul építményei a római veteránok egyik településének maradványaira épültek. Egy kora középkori kolostor is állt itt, melynek azonban nyoma nem maradt, de az itt talált kora román szobrok és feliratok egy koraromán bazilika létezésére engednek következtetni.[10]
- Páduai Szent Antal tiszteletére szentelt ferences temploma[11] és kolostora 1860 és 1863 között épült, de a labilis talaj miatt 1911-ben teljesen újjá kellett építeni. 1944-ben egy bombatámadásban súlyosan megsérült, felújítása 1960-ban fejeződött be. A délszláv háború idején 1993-ban a szerbek kifosztották és felgyújtották, csak a csupasz falai maradtak.[9] Rögtön a háború után 1995-ben visszatértek a ferencesek és hozzáláttak újjáépítéséhez, mely 1998-ban fejeződött be. A talaj süllyedése miatt 2001 és 2003 között az északi és a keleti oldalon az alapokat meg kellett erősíteni.
- A kolostor temploma mellett már a 18. században említik a Szent József templomot[12] is, amelyet azonban rossz állapota miatt 1894-ben le kellett bontani. 1913-ban újjáépítették, 1930-ban pedig megújították. A II. világháború során megsérült, de a háború után kijavították. A délszláv háború idején a szerbek kirabolták, az ablakokat betörték, teljes berendezését, még a harangokat is elvitték. A templomot megszentségtelenítve nyilvános illemhelyként használták.[9] A háború után hozzákezdtek megújításához, mely még nem fejeződött be.
- A Legszentebb Istenanya tiszteletére szentelt szerb ortodox temploma 1971-ben épült a II. világháború idején földig rombolt, 1866-ban épített régi templom helyén. Ikonosztáza Vojislav Bilbija ikonfestő alkotása.
- Knintől 2 km-re a Krčića vízesése felett található a Topoljska gradina nevű magaslat. Az itt talált régészeti leletek, köztük egy bronzkori szekerce tanúskodnak arról, hogy a város területe már az i. e. 3500 körüli időben lakott volt. A magaslaton ma egy kereszt áll, melyet a horvát hősök emlékezetére emeltek. Autóval nem, csak mintegy húsz perces sétával közelíthető meg.[7]
- A Kninből Splitre vezető út mellett Knintől mintegy hét kilométerre délkeletre található Biskupija, mely a kora középkorban a horvát állam központja volt. Ma ez a hely a horvát régészeti kutatás kitüntetett lelőhelye, egyben az egyik legjelentősebb óhorvát lelőhely. Régi neve "Pet Crkava na Kosovu" volt.[7] A régi elnevezés valószínűleg a 10. századból származik, míg mai nevét később, a középkorban kapta. A régi nevet (magyarul koszovói öt templom) erősítik meg a régészeti leletek, ószláv templomok maradványai, melyek a Crkvina, Stupovi, Bukorovića podvornica, Lopuška glavica és Sveta trojica nevű helyeken találhatók.[7] Itt állt a Szűz Mária tiszteletére szentelt háromhajós püspöki székesegyház, melynek első említése 1089-ben Zvonimir király uralkodásának idején történt. Építése még a 9. században kezdődött és Zvonimir király fejezte be 1078-ban. A knini püspök fennhatósága egykor egészen a Dráváig terjedt és a kora középkori horvát államban fontos tisztségeket is betöltött. Lujo Marun atya 1982-ben egy oltár előépítmény részét találta itt meg a Szűzanya alakjával. Ez egyben a Szűzanya első ismert horvát ábrázolása, mely a 11. századból származik. Az előépítmény háromszög alakú volt alsó részén a “SALV(e) (re)G(ina) V(i)RGO” (Üdvözlégy szűz királynő) latin nyelvű felirattal. Ennek a régi templomnak a romjain építették fel Ivan Meštrović tervei szerint 1937 és 1938 között a mai templomot, melynek titulusa: „Gospa Velikog Hrvatskog Krsnog Zavjeta” (azaz a Horvát Keresztény Fogadalom Nagyasszonya).
- A Crkvina nevű helytől légvonalban mindössze száz méterre találhatók Bračića vár romjai. A várat a 14. században építették és később többnyire őrtoronyként használták.[7]
- A várostól 11 kilométerre az Orlića nevű helyen 2. századi római villagazdaság maradványai találhatók. Fennmaradtak a gazdasági épületek és a fürdő alapfalai. Az épületben értékes mozaikot találtak.[7]
- A knini mező északi részén található a 22 méter magas Krčić-vízesés. A Krčić patak eme zuhatagát a helyiek "Veliki buk" illetve "Topoljski buk" néven is ismerik. A vízeséshez Kijevóból kiépített makadámút vezet. A vízeséshez legenda is fűződik, mely szerint a vízesés bal oldalán egykor vár állt, amely egy hidat védett. A legenda szerint amikor az emberek a hidat újra felépítik a patak többé nem szárad ki és megszűnnek az emberek közötti háborúskodások.

## A város szülöttei
- Dmitar Zvonimir király
- Petar Snačić király
- Dinko Šimunović - irodalmár
- Vojin Jelić - irodalmár
- Hrvoje Požar - akadémikus
- Pero Čimbur - irodalmár
- Jovan Radulović - irodalmár
- Ilija Petković - labdarúgó, edző
- Eda Vujević - irodalmár
- Radomir Vukčević - NK Dinara és a NK Hajduk kapusa
- Lujo Marun, régész
- Lovro Monti (1835 - 1898), politikus és publicista

## Galéria
- Zvonimir király szobra
- Knin vára
- Knin vára
- Knin vára
- A ferences templom és kolostor
- A szerb ortodox templom
- A városi piac a kúttal
- A belváros részlete a várral
- A Krčić-vízesés